# Couronnement de Napoléon Ier comme roi d'Italie

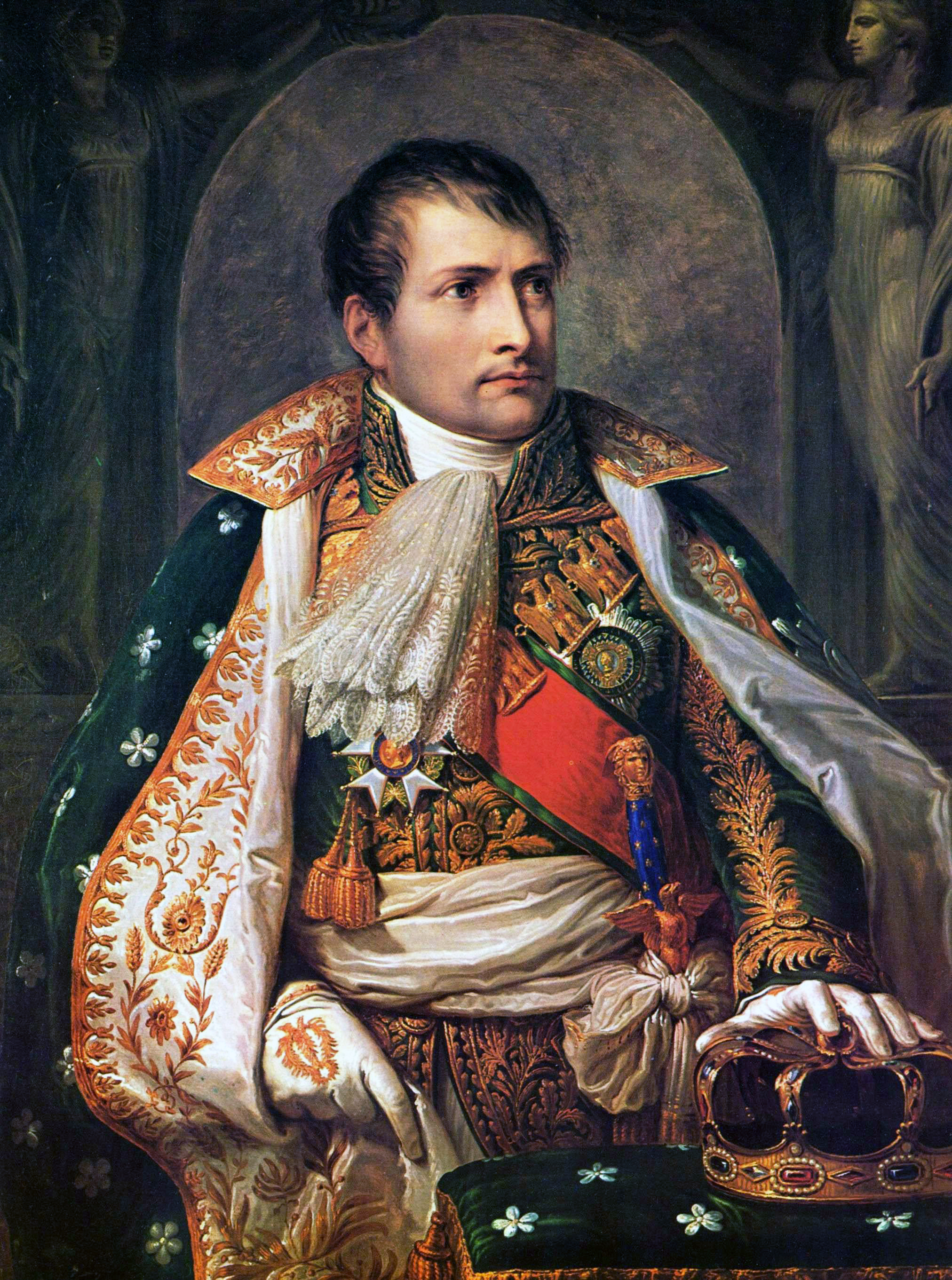
Napoléon roi d'Italie, par Andrea Appiani

Le couronnement de Napoléon Ier en tant que roi d'Italie est un événement s'étant déroulé le 26 mai 1805 dans le Dôme de Milan. Cet acte, conséquence directe du passage d'une république à un royaume d'Italie, constitue l'un des casus belli de la guerre de la troisième coalition. Cérémonie encore plus fastueuse que son sacre impérial, le couronnement est principalement organisé par Giovanni Battista Bertarelli et Louis-Philippe de Ségur.
Il s'agit aussi de la dernière fois qu'un souverain fut couronné de la couronne de fer de Lombardie.

## Histoire

### Création du royaume d'Italie
Une fois devenu empereur des Français, Napoléon ne peut plus rester le simple président provisoire de la République italienne, fonction qui lui avait été offerte par la Consulte de Lyon en 1802. Ce titre républicain et temporaire ne parait plus approprié pour désigner sa domination sur ce territoire de grand intérêt stratégique, militaire et économique qui comprenait alors les anciens duchés de Milan et de Modène ainsi que des morceaux pris aux Suisses, à Venise ou aux états pontificaux.
Le 21 mai 1804 (soit trois jours après le sénatus-consulte créant l'Empire), Ferdinando Marescalchi écrivit au gouvernement italien que la nouvelle situation exigeait l'adoption de mesures adéquates. On ne sait pas exactement si cette lettre ressort de sa propre initiative ou non, car malgré l'enthousiasme bruyant de quelques individus (à l'exemple du général Pino), il semble plutôt que ce soit la crainte d'un rattachement pur et simple à la France qui ait motivé la transition vers un régime monarchique.
Le 28 mai, Francesco Melzi d'Eril fait parvenir à Napoléon un projet de décret de la Consulte d'État qui déclare dans son article premier que « Le gouvernement de la République italienne est confié à un chef inamovible qui prend le titre de roi avec tous les honneurs et prérogatives analogues ». L'article 2 précise que « Sa Majesté Napoléon, empereur des Français, est nommé roi ». Le décret ne précise cependant pas à quoi le titre se rapporte exactement : si les titres de roi de Lombardie ou de roi des Longobards ont été envisagés, la Consulte penche plutôt vers celui de roi d'Italie ou de roi des Italiens malgré les craintes qu'un tel nom pourra provoquer chez les autres souverains de la péninsulte. C'est pourtant cette dernière titulature qui fut retenue pour contenter l'orgueil de l'empereur.
Pour tenter de diminuer la violence de l'offense, Napoléon fit des promesses à l'Autriche pour donner le trône italien à son frère Joseph, réputé pour sa modération, qui renoncerait alors à tous ses droits à la couronne impériale française pour devenir roi de Lombardie. Toutefois, et malgré de nombreux avis, Joseph refusa vite l'offre de son frère sous prétexte de son « devoir » de succession que « près de quatre millions de français [lui] avaient donnés ». Un autre projet pour accorder ce titre royal au fils aîné de Louis échoua aussi, du fait de l'opposition violente de ce dernier à toute adoption. On ne sait cependant pas réellement si ces projets ont vraiment été envisagés sérieusement, ou s'ils ne furent qu'une méthode pour détourner l'Autriche de ses préparatifs militaires pour la guerre de la troisième coalition.
Le 17 mars 1805, en accord avec les volontés impériales, la Consulte présenta à Napoléon, assis sur son trône surmonté d'un dais et entouré de ses grands dignitaires et officiers, ce qui devint le deuxième statut constitutionnel du royaume d'Italie. Dans son article premier, il dispose que « l'empereur des Français Napoléon Ier est roi d'Italie ». Le lendemain, ce texte fut lut au Sénat lors d'une grande séance impériale, d'abord par Talleyrand en français, puis par Melzi en italien. Un sénatus-consulte accorda le titre, les députés italiens présent prêtèrent serment et le nouveau roi d'Italie prononça un discours promouvant l'indépendance de l'Italie.

### Couronnement
Quittant Saint-Cloud le 31 mars, la Cour impériale assiste d'abord à une grande cérémonie pour Pâques à Lyon, séjourne entre le 20 et le 29 avril au pavillon de Stupinigi (où Napoléon rencontre le pape qui retournait dans ses États et refusait d'assister à un nouveau couronnement). L'Empereur assiste aussi, assis sur un trône installé dans la plaine de Marengo, à un simulacre de bataille mimant sa célèbre victoire. Le cortège arrive finalement à Milan le 10 mai.
Le 22, un maître des cérémonies escorté de cavaliers alla chercher la couronne de fer de Lombardie à la cathédrale de Monza. C'est cette couronne qui donnera son nom pour la création de l'ordre de la Couronne de fer le 5 juin, par le Titre VIII du statut constitutionnel.
Le 26 mai, le couronnement se déroule dans la cathédrale de Milan décorée par l'architecte Luigi Canonica. Deux trônes sont installés : l'un en haut d'une estrade de 25 marches décorés majestueusement et surmontés d'un dais soutenu par des cariatides figurant des victoires, l'autre plus simple en bas de cette estrade pour accomplir tous les rituels du couronnement. À droite de ces siège sont installées une tribune pour l'impératrice Joséphine et une autre pour Élisa Bonaparte et le prince Eugène. À sa gauche, une tribune abrite le corps diplomatique. Le clergé est disposé autour de l'autel, sauf le cardinal Caprara qui dispose lui aussi d'une tribune à gauche du sanctuaire. D'autres emplacements sont prévus pour les députés, les autorités administratives et les judiciaires. Plus de 250 instrumentistes sont dirigés par Francesco Pollini pour s'occuper de l'aspect musical de la cérémonie.
À 11h45, l'Impératrice entre précédée de la princesse Élisa. À midi, Napoléon entre au son des salves d'artilleries par une galerie formée de draperie reliant le palais et le Duomo, tout en étant précédé de dignitaires et d'officiers portant les attributs de Charlemagne (couronne, sceptre, main de justice, épée), ceux du royaume d'Italie (couronne, sceptre, main de justice, anneau, épée) et ceux de l'Empire (globe, collier, épée, manteau). L'Empereur porte la main de justice et le sceptre impériaux (dont il se débarrassera après s'être assis sur son trône) et est ceint de la couronne impériale de feuilles de laurier en or. Il porte aussi le manteau royal d'Italie, costume ocre et or surmonté d'un manteau vert sombre (symbolisant l'Italie) brodés de motifs de palme, d'épis, et d'abeilles (aujourd'hui conservé au musée Stibbert).

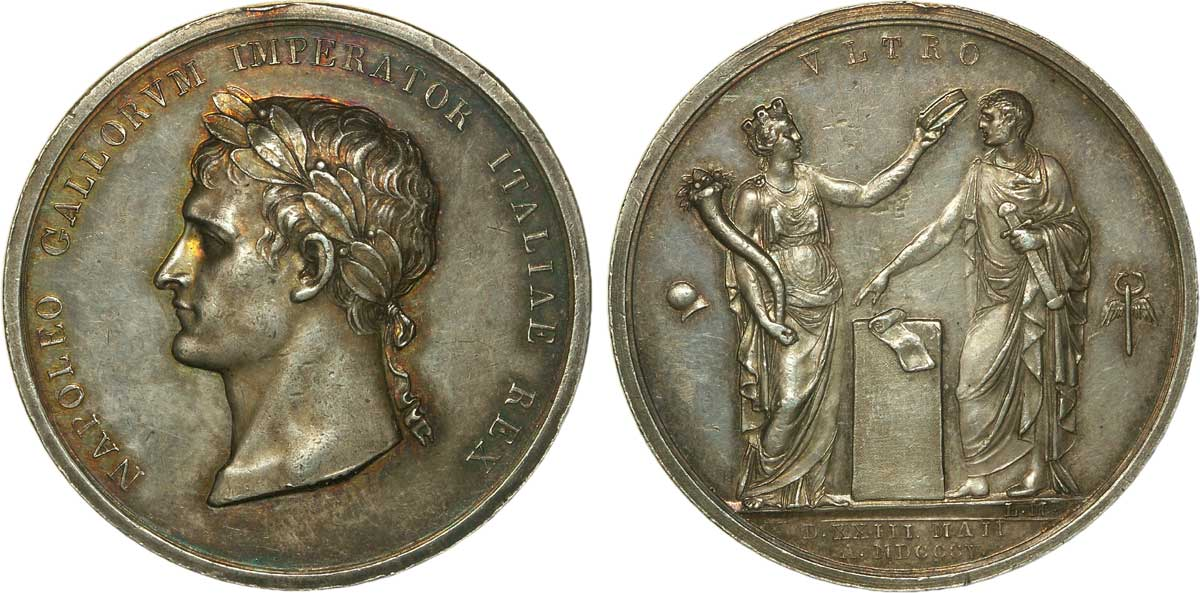
Luigi Manfredini : médaille pour le couronnement de Napoléon comme roi d'Italie (1805, argent).

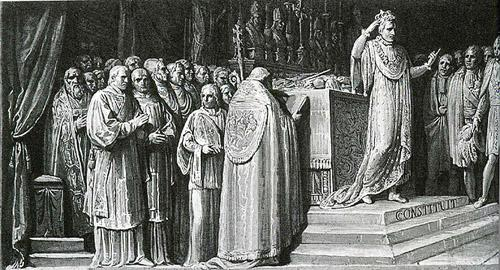
Couronnement de Napoléon roi d'Italie (gravure d'Andrea Appiani et de Francesco Rosaspina)

Les insignes du nouveau royaume sont bénis par le cardinal avant d'être présentés à Napoléon qui les revêt dans l'ordre suivant : anneau, épée, manteau, main de justice, sceptre. Il se ceint ensuite pendant quelques instants de la couronne de fer, avant de la reposer et de prendre la couronne royale d'Italie qu'il imbrique simultanément avec la couronne impériale. En faisant cela, Napoléon dira l'ancienne formule rituelle « Dio me l'ha data, guai a chi la toccherà ! » (en français : « Dieu me l'a donnée, gare à qui la touchera ! ») qui n'était pas prévue dans le cérémonial établi par son Grand Maître des cérémonies. Il se rend ensuite sur son trône surélevé.

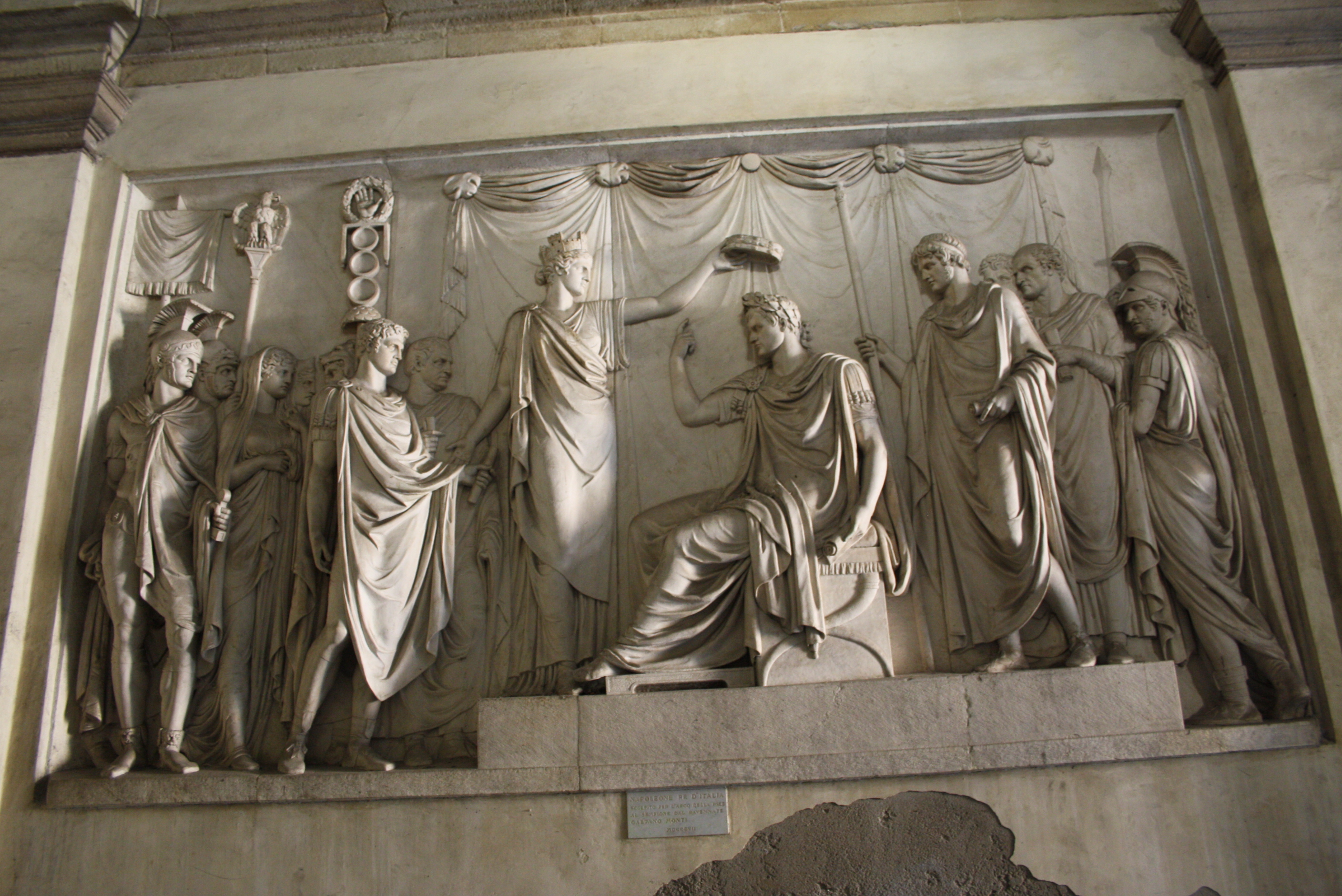
Napoléon couronné roi d'Italie, par Gaetano Monti (1807) initialement installé sur l'Arco della Pace

Après la messe, la main sur les Évangiles, Napoléon assis sur son trône prête le serment suivant : « Je jure de maintenir l'intégrité du royaume, de respecter et faire respecter l'égalité des droits, la liberté politique et civile, l'irrévocabilité des ventes des biens nationaux, de ne lever aucun impôt, de n'établir aucune taxe qu'en vertu de la loi, de gouverner dans la seule vue de l'intérêt, de la félicité et de la gloire du peuple italien ». La foule put alors crier, à la suite des hérauts d'arme « Vive l'Empereur et roi ! ». S'ensuit un Te Deum avant le retour au palais.
Le 5 juin, Napoléon soumet au Sénat Italien le troisième statut constitutionnel de l'Italie, qui organise notamment la vice-royauté. Cette dernière est confiée à Eugène, que Napoléon prévoyait d'adopter prochainement et qui était la personne idéale pour lui laisser tout contrôle sur l'État. S'ensuit un voyage dans le nouveau royaume où Napoléon est accueilli partout « en dieu puissant et redoutable », précédé par Marescalchi, Aldini et enfin Talleyrand : Brescia, Vérone, Legnano, Mantoue, Modène et Bologne. Il en profitera aussi pour faire un passage à Gênes et fêter le rattachement de la République ligurienne à l'Empire français.